# (77136) Mendillo
(77136) Mendillo est un astéroïde de la ceinture principale.

## Description
(77136) Mendillo est un astéroïde de la ceinture principale. Il fut découvert le 26 février 2001 à Cima Ekar par le programme Asiago-DLR Asteroid Survey. Il présente une orbite caractérisée par un demi-grand axe de 2,35 UA, une excentricité de 0,10 et une inclinaison de 7,2° par rapport à l'écliptique.

## Compléments